# Acropora togianensis
Espèce
Statut CITES
Acropora togianensis est une espèce de coraux appartenant à la famille des Acroporidae.